# Jessica Ashwood
Jessica Ashwood (Australia, 28 de abril de 1993) es una nadadora australiana especializada en pruebas de estilo libre, donde consiguió ser medallista de bronce mundial en 2015 en los 400 metros.

## Carrera deportiva
En el Campeonato Mundial de Natación de 2015 celebrado en Budapest ganó la medalla de bronce en los 400 metros estilo libre, con un tiempo de 4:03.34 segundos, tras la estadounidense Katie Ledecky y la neerlandesa Sharon van Rouwendaal.